# 婆薮
在印度教中，婆薮（羅馬化：vasu）是因陀罗的从神，后来是毗湿奴的从神。根據《罗摩衍那》的說法，婆薮八神（Ashta Vasus） 是迦叶波和阿底提的孩子，在《摩诃婆罗多》中則是摩奴或生主梵天的儿子。他们代表五大元素和日月星。婆薮这个名字的意思是“光辉”或“财富赋予者”。他们是三十三天中的八位。

## 婆薮八神
在不同的文献中有不同的八个婆薮神，有时只是因为特定的神有不同的名字。以下是根据《廣林奧義書》、《摩奴往世书》和《摩诃婆罗多》通常等同的名称和含义：
| 廣林奧義書         | 廣林奧義書 | 摩奴往世书   | 摩诃婆罗多        | 摩诃婆罗多 |
| 名称               | 含义       | 名称         | 名称              | 含义       |
| ------------------ | ---------- | ------------ | ----------------- | ---------- |
| Prithvi            | 地         | Bhumi        | Dharā             | 地         |
| Varuna             | 水         | Samudra deva | Āpa               | 水         |
| Agni               | 火         | Agni         | Anala/Agni/Pavaka | 火         |
| Vāyu               | 风         | Vayu         | Anila             | 风         |
| Āditya             | 苏利耶别名 | Amsuman      | Pratyūsha         | 日         |
| Dyaus/Akasha/Akash | 天空       | Akasha       | Prabhāsa          | 天 或 空   |
| Chandramas         | 月亮       | Varchas      | Soma              | 月         |
| Nakstrani          | 星宿       | Prabhāsa     | Dhruva            | 北極星     |

虽然《百道梵书》使用《廣林》的名称，但大多数后来的文本都遵循摩诃婆罗多的名称，除了Āpa（水）通常出现在 Aha 的位置。《毗湿奴往世书》将 Prabhāsa 等同于二十七宿（月宿），将 Dhruva 等同于 Akash Tatwa，即“空间”，当 Aha 被 Āpa 取代时，Dhruva 代替了 Aha 的位置。

## 罗摩衍那和摩诃婆罗多

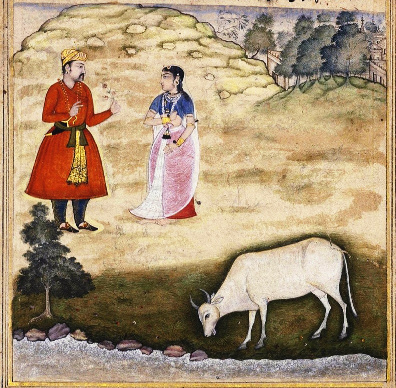
一位婆薮神的妻子想偷如意神牛

在罗摩衍那中，婆薮是阿底提和迦叶波的孩子。 《摩诃婆罗多》讲述了由“Prithu”（这里可能是 Prithvi 的男性形式）领导的婆薮神如何在森林中享受自己，当时波罗跋娑（Prabhāsa 也称为 Dyu）的妻子发现了一头母牛并说服她的丈夫波罗跋娑在 Prithu 和他的其他兄弟的帮助下，波罗跋娑盗走了神牛。对婆薮神来说不幸的是，这头母牛归极裕仙人所有，极裕仙人得知婆薮神偷了它，立即诅咒他们转世为凡人。 在婆薮神的恳求下，极裕仙人承诺其余七人将在出生后一年内摆脱俗世，只有波罗跋娑会承受全部惩罚。婆薮神随后请求恒河女神做他们的母亲。恒河女神通过化身嫁给福身王，条件是要求福身王不能反对她。随着七个孩子一个接一个地出生，恒河将他们淹死在自己的水域中，使他们摆脱了惩罚，国王都没有反对。直到第八个孩子出生时，国王才最终反对他的妻子，因此恒河离开了他。最终第八个孩子毗濕摩，波罗跋娑的化身，仍然活在凡间 。